# 弯管花
弯管花（学名：Chassalia curviflora），又名管花，为茜草科弯管花属下的一个种。

## 扩展阅读
- 維基物種上的相關：弯管花